# Joe Cassar
Joseph "Joe" Cassar (* 19. Mai 1966) ist ein maltesischer Politiker der Nationalist Party und Parlamentarischer Staatssekretär.

## Biografie
Joe Cassar absolvierte nach der Schulausbildung am St. Aloysius’ College in Birkirkara ein Studium der Medizin an der University of Malta, das er 1990 mit der Promotion zum Doktor der Medizin (M.D.) abschloss. Im Anschluss bildete er sich zum Facharzt für Psychiatrie fort und war als solcher an der Yale University in New Haven (Connecticut) tätig. Später war er für einige Jahre Berater der maltesischen Gesundheitsbehörde sowie zugleich als Lecturer Dozent an der University of Malta. Im Laufe seiner studentischen und beruflichen Laufbahn war er Präsident der Vereinigung der Medizinstudenten (Malta Medical Students Association), Mitglied der Exekutive der Maltesischen Medizinischen Vereinigung (Medical Association of Malta) sowie Präsident der Psychiatrischen Vereinigung der Yale University. Darüber hinaus ist Dr. Cassar aktives Mitglied von Pax Romana ICMICA (International Catholic Movement for Intellectual and Cultural Affairs). Als Psychiater veröffentlichte er des Weiteren eine Reihe von psychiatrischen Fachaufsätzen.
Dr. Cassar begann seine politische Laufbahn 2004, als er als Nachrücker für Joseph Bonnici erstmals als Kandidat der Partit Nazzjonalista (Nationalist Party) zum Abgeordneten des Repräsentantenhauses gewählt wurde. Als Abgeordneter sprach er unter anderem zu den Ermittlungen wegen der enormen Kostenüberschreitung beim Bau des Mater Dei Hospitals in Msida. 2008 wurde er als Abgeordneter des Wahlkreises 11 wiedergewählt.
Nach dem Wahlsieg der Partit Nazzjonalista bei den Parlamentswahlen in Malta 2008 wurde er von Premierminister Lawrence Gonzi am 12. März 2008 zum Parlamentarischen Staatssekretär für Gesundheit im Amt des Sozialministers John Dalli berufen und berät den Sozialminister auch bezüglich Fragen von Stellenbesetzungen in staatlichen Krankenhäusern.

## Reden
- Malta National Healthcare Leadership Forum, 10. Juli 2008 (PDF-Datei; 23 kB)
- "Why Maltese Doctors Do Not Need To Go To The UK For Foundation Programme Training", 26. September 2008